# Roze koek
El roze koek (en neerlandès ‘pastisset rosa’) és un pastisset que es menja molt als Països Baixos, fet amb una base de pa de pessic i amb una capa de crema fondant de color rosa. A Amsterdam se les anomena moesselientjes, nom que segons la tradició ve del dictador italià Benito Mussolini, perquè abans de la Segona Guerra Mundial eren les gelateries italianes de la ciutat les que venien aquests pastissets.